# Jackass: The Game
Jackass: The Game es un videojuego de socialización basado en el reality show de acrobacias de MTV del mismo nombre. Fue desarrollado por Sidhe para PlayStation 2 y PlayStation Portable, mientras que la versión de Nintendo DS fue desarrollada por Sensory Sweep Studios. El juego fue publicado por Red Mile Entertainment.
Todo el elenco de Jackass (excepto Bam Margera, que no apareció en el videojuego debido a compromisos contractuales con Activision) proporcionaron sus propias voces y su apariencia para el videojuego. El videojuego utiliza la captura de movimiento para replicar los movimientos del elenco. Sin embargo, Ryan Dunn no participó en la filmación de la captura de movimiento debido a que le diagnosticaron depresión debido a un coágulo de sangre que tenía desde el final de la filmación de Jackass Number Two. Sin embargo, da voz a su personaje en el videojuego. Johnny Knoxville y otros miembros del equipo de Jackass también proporcionaron ideas de acrobacias a los desarrolladores basadas en acrobacias no utilizadas del programa.

## Jugabilidad
En un artículo de IGN, se afirmó que el videojuego constaría de un conjunto de 40 minijuegos que siguen de cerca aspectos tanto de la serie como de las películas. Wee Man tiene su propio conjunto de minijuegos en el videojuego. En el sitio web oficial del juego se afirmaba que la versión de DS tiene un entorno abierto con el que los jugadores interactúan para realizar acrobacias.

### Argumento
Después de que Jeff Tremaine es hospitalizado, el equipo pide al jugador que asuma el papel de director de Jackass. El objetivo del jugador es recopilar las mejores imágenes de hasta 36 acrobacias diferentes a lo largo del videojuego para crear una temporada completamente nueva de Jackass para MTV. Todos los trucos tienen un requisito mínimo de contenido antes de que MTV apruebe un episodio para su transmisión. Estos requisitos se dividen en objetivos específicos para cada proeza. La nueva temporada requiere siete episodios de imágenes de Jackass.

### Modos de juego
Jackass: The Game ofrece dos modos de juego para los jugadores, así como dos funciones adicionales:
- Modo historia de MTV: el modo de campaña principal de Jackass: The Game. Al jugar en este modo, el jugador puede desbloquear nuevo contenido dentro del videojuego, como nuevos personajes y atuendos.
- Episodios: las acrobacias se agrupan en grupos llamados "Episodios". Los episodios del videojuego son similares al formato y la estructura de la serie de televisión, recopilando una serie de cinco acrobacias que pueden o no estar relacionadas por un tema general. En cada episodio, el jugador es libre de completar las acrobacias en cualquier orden.

Además, Jackass: The Game contiene dos características adicionales dentro del videojuego:
- Modo director: este modo brinda a los jugadores la capacidad de usar sus repeticiones guardadas de varias acrobacias y editar las imágenes como mejor les parezca. Los jugadores reciben una variedad de ángulos de cámara diferentes para editar cada repetición como les gustaría. Esta función solo está disponible en la versión de PSP.
- Teatro: esta función contiene acrobacias reales de la serie de televisión Jackass para que los jugadores las vean. El modo teatro incluye acrobacias como "The Vomelet", "Party Boy" y "The Cup Test". Esta característica también incluye una mirada especial entre bastidores al elenco de Jackass grabando sus voces en off individuales para el videojuego.

## Recepción
Las versiones de PlayStation 2 y PSP recibieron críticas "mixtas", mientras que la versión de DS recibió críticas "desfavorables", según el sitio web de agregación de reseñas Metacritic.
Jackass: The Game para PSP recibió el premio IGN PlayStation Portable Readers Game of the Month de septiembre de 2007.
La versión de PSP también ganó el premio en la categoría "Contenido generado por el usuario" en los Premios TUANZ Business Internet 2007 en noviembre de 2007 gracias a sus herramientas de captura, edición y uso compartido de video.